# Playboi carti
Jordan Terrell Carter, conegut pel nom artístic Playboi Carti, és un raper, compositor i productor discogràfic estatunidenc, nascut el 13 de setembre de 1995 a Atlanta, Geòrgia. És conegut per ser una de les figures més influents del rap contemporani, especialment dins del trap, el rage i el cloud rap. Ha estat reconegut pel seu estil vocal únic, l'ús extensiu de l'auto-tune, i les seves produccions minimalistes que han marcat un abans i un després en la música del segle XXI.

## Inicis
Playboi Carti va néixer a Atlanta, Geòrgia, i va créixer a Riverdale, un suburbio de la ciutat. Des de jove, va començar a interessar-se per la música i va provar sort amb el bàsquet, però va abandonar aquest esport per centrar-se a fer música. Va començar a compondre i penjar les seves cançons a SoundCloud sota el nom de $ir Cartier, que més tard va canviar a Playboi Carti. La seva primera cançó significativa va ser "Broke Boi" (2015), que va aconseguir una gran acceptació a SoundCloud.
El 2015 va conèixer A$AP Rocky, qui es va convertir en el seu mentor. Aquest va ser un moment clau en la seva carrera, ja que va signar amb AWGE (el segell de A$AP Mob) i amb Interscope Records.

## Ascens a la fama
L'any 2017, Playboi Carti va llançar el seu mixtape homònim *Playboi Carti*, que va obtenir un gran èxit a SoundCloud. El disc incloïa el senzill "Magnolia", que es va convertir en un dels seus majors èxits i va consolidar la seva posició en la indústria del rap. Aquest mixtape va arribar al número 12 de la llista *Billboard 200*.
El seu estil de rap es caracteritza per l'ús de l'auto-tune i beats minimalistes, amb l'èmfasi en la repetició de certs versos i l'energia contagiosa de la seva música.

### Die Lit(2018)
El 2018, Playboi Carti va llançar el seu primer àlbum d'estudi *Die Lit*, que va arribar al número 3 del *Billboard 200* i va rebre ressenyes generalment positives. L'àlbum incloïa col·laboracions amb artistes com Lil Uzi Vert, Nicki Minaj, i A$AP Rocky, i va consolidar Carti com una de les estrelles més brillants del trap i el rap més experimental. Temes com "Long Time", "Shoota" i "Poke It Out" es van convertir en hits.

### Whole Lotta Red(2020)
Després de diversos anys de silenci, Playboi Carti va llançar el seu segon àlbum *Whole Lotta Red* el 2020. Aquest àlbum va debutar al número 1 del *Billboard 200*, convertint-se en el seu primer disc en arribar a la part més alta de la llista. *Whole Lotta Red* va marcar una evolució del seu so, amb una producció més agressiva i experimental, que va dividir les opinions de la crítica però va ser àmpliament apreciada per la seva base de fans.
L'àlbum va incloure temes destacats com "Sky", "M3tamorphosis" (amb Kid Cudi) i "Vamp Anthem". Amb aquest disc, Carti va reafirmar el seu estil innovador i va seguir sent una figura clau dins de l'evolució de la música trap i rage.

## Col·laboracions
Durant la seva carrera, Playboi Carti ha col·laborat amb una sèrie d'artistes de renom, com Lil Uzi Vert, A$AP Rocky, A$AP Ferg, Lil Yachty, Travis Scott, Kanye West, i Nicki Minaj. Aquestes col·laboracions han estat una part fonamental del seu èxit, ja que ha aconseguit fusionar el seu estil únic amb els de diversos artistes importants del rap contemporani.
A més de la música, Carti també ha tingut un gran impacte en la moda, sent conegut pel seu estil de vida a l'avantguarda i per les seves influències en la moda streetwear i de luxe. Va ser un dels primers a popularitzar peces com els pantalons ajustats i les sabates de disseny.

## Vida personal
Playboi Carti va créixer a Atlanta i va passar part de la seva infància a Riverdale. A l'escola secundària, va ser conegut per saltar-se les classes per dedicar-se a la música. Abans de dedicar-se a la música, Carti tenia somnis de convertir-se en jugador de bàsquet professional, però va abandonar aquest somni després d'un desacord amb el seu entrenador. A partir d'aquí, es va centrar plenament en la seva passió per la música.
Tot i que Carti és conegut per la seva imatge i actitud rebel, la seva música i el seu estil de vida han tingut un gran impacte en la cultura popular i en la generació més jove, amb un fort seguiment en les plataformes de música com SoundCloud.

## Discografia

### Àlbums d'estudi
- Die Lit (2018)
- Whole Lotta Red (2020)
- I Am Music (2025)

### Mixtapes
- Playboi Carti (2017)

### Singles destacats
- "Magnolia" (2017)
- "Broke Boi" (2015)
- "Fetti" (amb Da$h i Maxo Kream) (2015)
- "Long Time" (2018)
- "Shoota" (amb Lil Uzi Vert) (2018)
- "Sky" (2020)
- "M3tamorphosis" (amb Kid Cudi) (2020)
- "Vamp Anthem" (2020)

## Influència i llegat
Playboi Carti és considerat una de les figures més importants de la seva generació dins del trap i el rage. El seu ús innovador de l'auto-tune, les seves col·laboracions amb altres artistes de renom i la seva capacitat per influir en tendències de moda i música l'han convertit en una icona de la cultura juvenil i un dels artistes més influents del moment.
A més de la seva música, el seu llegat inclou la seva influència en el desenvolupament de la música experimental i de l'auto-tune en el trap. Ha obert el camí perquè altres artistes adoptin sons més avantguardistes i experimentals dins d'aquests gèneres.